# Pjotr Nikolajevič Krasnov
Pjotr Nikolajevič Krasnov (rusky Пётр Николаевич Краснов; 10. záříjul./ 22. září 1869greg. Petrohrad – 16. ledna 1947 Moskva) byl donský historik a úředník, později generál Ruské armády, ataman Donské republiky a spisovatel.

## Život a dílo
Jeho otcem byl generálporučík Nikolaj Krasnov a dědečkem generál Ivan Krasnov. Jako nadaný student navštěvoval v Petrohradě Vojenské pavlovské učiliště, roku 1889 ho ukončil jako chorunžij (poručík), a nastoupil službu v prestižním gardovém leibgvardějském atamanském pluku Jeho Vysočestva následníka. Krasnov sloužil v atamanském pluku dvacet roků a stal se známou osobností v petrohradském životě - proslavil se svými příspěvky v petrohradském vojenském tisku a účastí v jezdeckých soutěžích. V roce 1897 byl vyslán do Habeše první ruský velvyslanec, donský kozák generál F. M. Vlasov a doprovázel ho kozácký oddíl, kterému velel jako setník Krasnov.
V první světové válce Krasnov kozáckým útvarům od pluku až po armádní sbor. V době pádu monarchie pochodoval dvakrát s třetím kozáckým sborem na Petrohrad zachránit demokracii. Po roce 1917 bojoval proti bolševikům jako bělogvardějský velitel brigády kozáků, byl poražen a zajat. Pod podmínkou slibu, že nebude bojovat proti bolševikům, byl propuštěn.
Později uprchl do Německa, kde vydal několik literárních děl a stal se také spolupracovníkem ruskojazyčných novin Za vlast. Za druhé světové války se s wehrmachtem snažil o obnovení oddílů donských kozáků. Působil v Berlíně jako představitel Hlavní správy kozáckých vojsk. 
V roce 1945 byl vydán Brity do Sovětského svazu, kde byl odsouzen k smrti za účast v německé nacistické armádě a v roce 1947 byl společně s Andrejem Grigorjevičem Škurou oběšen.
V Krasnovových oddílech bojovali i jeho syn a vnuk. Syn zahynul v gulagu, vnuk Nikolaj gulag přežil a dostal se na Západ, kde vydal knihu Nezapomenutelné obsahující vzpomínky na lágr, plné patriotismu a útoků na komunisty a na západní demokracii.

### České překlady z ruštiny (výběr)
- Pro klid duše: novely. 1. vyd. Praha: Lidové nakladatelství, 1987. 264 S. Překlad: Milada Večeřová a Kamil Chrobák
- Dobrodružství malíře Koreněva: fantastický román. 1. vyd. Praha: Bohumil Sojka, 1935. 238 S. Překlad: Bohumil Sojka
- Krvelačný bůh: (largo). Praha: Šolc a Šimáček, 1934-1935. Překlad: Josef France (Pozn.: Jedná se o dva svazky)
- Napoleon a kozáci: (Bůh je s námi). Praha: Šolc a Šimáček, 1932. Překlad: Josef France (Pozn.: Jedná se o dva svazky)
- Bílá halena: román. Praha: Jos. R. Vilímek, 1930. 446 S. Překlad: Anna Brtníková-Petříková
- Běda přemoženým!: povídka z bolševické revoluce. V Praze: Nakladatelství Emila Šolce, 1929. 48 S. Překlad: A. J. Kučera
- U stupně Božího trůnu: Amazonka pustiny. V Praze: Melantrich, 1927. 216 S. Překlad: Fr. Šádek (Pozn.: ?gen. František Šádek?)
- Na dalekém východě: obrázky z cest po Číně, Žaponsku a Indii. Praha: Eduard Beuafort, 1907. 312 S. Překlad: Jan Wagner
- Z potulek po Mandžursku. V Praze: Eduard Beaufort, 1905. 355 S. Překlad: Albín Straka
- Na mandžurské samotě: povídka. V Olomouci: R. Promberger, 1904. 99 S. Překlad: František Mézl
- Kozáci v Habeši: Denník velitele průvodu carského poselství do Habeše v roce 1897-1898. Praha: Eduard Beaufort, 1901. 480 S. Překlad: Jan Wagner
- Od carského orla k rudému praporu: román o čtyřech dílech[pozn. 1] (překlad dr. Jan Kessler, ilustrace Jiří Wowk; Praha, tři vydání v nakladatelství Šolc a Šimáček 1926-1927, 1930 a 1931)
- Pochopit - odpustit: román. V Praze: Šolc a Šimáček, 1934. Překlad: Josef France[pozn. 2]

## Vyznamenání
- Řád svatého Vladimíra II. třídy – Ruské impérium, 10. prosince 1916
- Řád svatého Jiří IV. třídy – Ruské impérium, 30. prosince 1915
- Řád svaté Anny I. třídy – Ruské impérium, 2. srpna 1915
- Řád svatého Stanislava I. třídy – Ruské impérium, 1. května 1915
- Řád svatého Vladimíra III. třídy – Ruské impérium, 1913
- Řád svatého Vladimíra IV. třídy – Ruské impérium, 1905
- Řád svaté Anny II. třídy – Ruské impérium, 1903
- Řád svatého Stanislava II. třídy – Ruské impérium, 1899
- komtur Řádu etiopské hvězdy – Etiopské císařství